# سیارک ۱۸۲۴۱
سیارک ۱۸۲۴۱ (به انگلیسی: 18241 Genzel، نامگذاری:1325T-2) هجده هزار و دویست و چهل و یکمین سیارک کشف شده‌است که در ۲۹ سپتامبر ۱۹۷۳ کشف شد.
قدر مطلق سیارک برابر ۲۲.۴ است.